# مانويل ميسا
مانويل ميسا (بالإسبانية: Manolo Mesa)‏ (26 ديسمبر 1952 في إسبانيا - ) هو مدرب كرة قدم ولاعب كرة قدم إسباني في مركز الوسط. شارك مع منتخب إسبانيا لكرة القدم. أما مع النوادي، فقد لعب مع ريال سبورتينغ خيخون وريال مورسيا ونادي خيريث وReal Balompédica Linense ‏.

## مسيرته الكروية
لعب مانويل ميسا خلال مسيرته الاحترافية مع 3 أندية في سبعة عشر موسمًا وسجل خلالها 43 هدفًا ضمن 479 مباراة. ولم يفز بأي موسم بالكأس أو بالدوري.
خاض مانويل ميسا مسيرته مع نادي ريال سبورتينغ خيخون في موسم 1975–76 ليلعب معه اثنا عشر موسمًا، مشاركًا في 336 مباراة سجل خلالها 36 هدفًا. ثم انتقل إلى Real Balompédica Linense ‏ في موسم 1987–88 في المرة الأولى لمدة موسم واحد ثم في موسم 1991–92 لمدة موسم واحد، حيث شارك طوالها في 50 مباراة سجل خلالها 3 أهداف. لينتقل بعدها إلى نادي خيريث في موسم 1988–89 واستمر معه طيلة ثلاثة مواسم، مشاركًا في 93 مباراة سجل خلالها 4 أهداف.

## وصلات خارجية
- مانويل ميسا على موقع قاعدة بيانات كرة القدم.إي يو (الإنجليزية)
- مانويل ميسا على موقع ناشيونال فوتبول تيمز (الإنجليزية)